# Иране новин
Иране новин (перс. حزب ایران نوین‎; Партия нового Ирана, Новый Иран) — иранская правящая политическая партия 1963—1975. Полностью поддерживала шаха Мохаммеда Реза Пехлеви и политику Белой революции. Являлась государственной партией режима, политической организацией шахского чиновничества. В 1975 году объединилась с формально оппозиционной партией Мардом в структуру однопартийной системы Растахиз. Лидеры — премьер-министры Ирана Хасан Али Мансур и Амир Аббас Ховейда.

## Предыстория
После свержения правительства Мосаддыка в Иране несколько лет действовало военное положение. Шах Мохаммед Реза Пехлеви и его правительство правили с помощью указов. С 1957 началась политическая либерализация, была допущена контролируемая многопартийность. Первые пять лет доминировали партии Меллиюн (Националисты, консервативная, лидер — Манучехр Эгбал) и Мардом (Народная партия, либералы, лидер — Амир Асадалла Алям). Правительство формировал лидер Меллиюн, Мардом выступала в роли лояльной оппозиции. Обе партии поддерживали шаха Пехлеви и его политику.
В 1961 шахский режим начал крупномасштабные социально-экономические и культурные реформы, получившие название Белая революция. Властям пришлось преодолевать упорное сопротивление консервативных сил. Возникла необходимость в политической структуре с соответствующей программой и имиджем. Была распущена партия Меллиюн, на её основе создан Прогрессивный центр во главе с Хасаном Али Мансуром. На выборах в меджлис 17 сентября 1963 представители Прогрессивного центра одержали победу, получив 140 мест из 200.

## Партия власти

### Доктрина
15 декабря 1963 было официально провозглашено создание Партии нового Ирана — Иране новин. Генеральным секретарём (председателем) партии стал Хасан Али Мансур. 7 марта 1964 шах назначил Мансура премьер-министром Ирана.
Иране новин стояла на позициях конституционного монархизма и правого национализма. Важное место в программе занимал жёсткий антикоммунизм. Акцентировались также секуляризм, светский характер государства, модернистские тенденции в культуре. Внешнеполитическая ориентация носила прозападный характер, на первое место ставились отношения с США и Великобританией.
При этом Иране новин позиционировалась не столько как партия идеи, сколько как партия власти. Основой партийной доктрины являлась всемерная поддержка шаха Пехлеви и его Белой революции. Правительства и парламентские фракции Иране новин активно проводили шахскую политику — прежде всего аграрной реформы и культурной модернизации. Жёстко подавлялись все виды оппозиции — коммунистическая (партия Туде), ультралевая (ОМИН), исламистская (продолжатели группировки Федаины ислама, сторонники аятоллы Хомейни), консервативно-традиционалистская (исламское духовенство и консервативные помещики, недовольные аграрной реформой). Впоследствии руководитель информационной политики режима Махмуд Джафариан классифицировал противников Белой революции как «красных», «чёрных» и «зелёных», считая главными противниками первые две категории, особенно коммунистов.
Политическая система приобрела черты управляемой двухпартийности. На парламентских выборах 1967 и 1971 Иране новин конкурировала с Мардом. В обоих случаях объявлялось о внушительной победе правящей партии: 180 мандатов из 219 и 230 из 268. В сенате представители Иране новин имели соответственно 26 и 28 мест из 30. В значительной степени Иране новин оттеснила Мардом на задний план политики. Полемика с оппозицией велась в стилистике агрессивного высокомерия. Это объяснялось открытой поддержкой шаха и существенной дискредитацией Мардом в период правления Меллиюн.

### Структура
Организационно Иране новин была жёстко централизована. Партийные решения принимались руководящими исполнительными органами без учёта мнения членской массы. В партии состояли ведущие функционеры шахского госаппарата, из них комплектовалось руководство и фракция в меджлисе. С Иране новин аффилировались лоялистские общественные организации — профсоюзные, крестьянские, предпринимательские, женские, молодёжные. Массовым тиражом издавалась газета Голос Нового Ирана. Количество членов партии превышало миллион человек.
В то же время партия не имела собственного авторитета в массах — её влияние основывалось на статусе государственной партии. Значительное большинство активистов — при создании около 70 % делегатов учредительного съезда — представляли госаппарат и менеджмент госпредприятий, прежде всего Национальной нефтяной компании. Представительство рабочих и крестьянских объединений было в общем символическим. С другой стороны, резко упало влияние землевладельцев. Частные предприниматели-промышленники пребывали в подчинённом положении относительно шахского чиновничества. Серьёзным влиянием в партии обладали сотрудники САВАК.
В 1965 был убит исламистами премьер-министр Мансур. Его сменил Амир Аббас Ховейда, ставший ближайшим сподвижником шаха и самым влиятельным из гражданских политиков Ирана. Фактически именно он с тех пор возглавлял Иране новин, хотя занимал пост генерального секретаря лишь на последнем этапе существования партии, в середине 1970-х — после Атаоллы Хосравани и Манучехра Калали.
Фракционность в Иране новин формально не допускалась, однако реально существовали противоборствующие группировки. Враждебны были отношения таких влиятельных политиков, как генеральный секретарь Атаолла Хосравани и министр жилищного строительства Голям Реза Никпей (впоследствии мэр Тегерана). Конфликты порождались и различными внешними ориентациями: Амир Аббас Ховейда, Манучехр Калали, Ардешир Захеди в большей степени стояли на проамериканской позиции, Атаолла Хосравани — на пробританской.

## Руководство
Генеральные секретари партии Иране новин:
- Хасан Али Мансур — 1963–1965;[13]
- Атаоллах Хосравани — 1965–1969;[14]
- Манучехр Калали — 1969–1974;[15]
- Амир Аббас Ховейда — 1974–1975[16].

## Переход к однопартийности
К середине 1970-х в полной мере обозначились трудности и противоречия Белой революции. На фоне бурного экономического роста (в значительной степени связанного с благоприятной конъюнктурой на мировом нефтерынке) и социальной модернизации усиливалась исламистская оппозиция, росло влияние мусульманского духовенства в массовом социальном слое базари. Монарх и его окружение сделали ставку на создание единой партии власти в однопартийной системе (хотя ранее шах отвергал такой путь как «подобный Гитлеру и соцстранам»).
Решение учредить единую партию однопартийной системы вызревало постепенно, но было оглашено шахом 2 марта 1975 одномоментно, неожиданно даже для Ховейды. Глава государства продемонстрировал свою определяющую политическую роль. Новая структура создавалась слиянием Иране новин с Мардом. Партия получила название Растахиз. Она в полной мере унаследовавшая функции и кадры Иране новин — но уже в условиях официальной политической монополии. Такое положение сохранялось до Исламской революции 1978—1979.